# 賽普勒斯里奇鎮區 (阿肯色州門羅縣)
賽普勒斯里奇鎮區（英語：Cypress Ridge Township）是位於美國阿肯色州門羅縣的一個行政鎮區。

## 地方資料
賽普勒斯里奇鎮區的面積為104.46平方千米，當中陸地面積為102.08平方千米，而水域面積為2.38平方千米。根據2010年美國人口普查的數據，當地共有人口339人，而人口密度為每平方千米3.25人。